# Soós András (humorista)
Soós András  (Budapest, 1921. július 26. – Budapest, 1985. augusztus 7.) magyar humorista, szerkesztő, dramaturg, konferanszié. 
Humoros írásai már a 40-es évek végén megjelentek a Ludas Matyiban, valamint több napi- és hetilapban. A közismertséget a Négy kicsi egér című humoreszkje hozta meg,  amelyet Horváth Tivadar adott elő a televízióban. Jellemző művei elsősorban paródiák, aforizmák, glosszák, villámtréfák. Rögtönző készségével, viccmesélő kedélyével, játékos képzettársításaival az első show-manek egyike, konferanszié-egyéniség. Jellemző vonásai a nyelvi leleményesség, csiszoltság, szójátékos humor. A Rádiókabaré szerzői között már az ún. Marton-korszak előtt is gyakran szerepelt, 1969-től kezdődően a havi bemutatók és a szilveszteri adások állandó szereplője volt.
Legsikeresebb számai a Sajtóvadászat-ok (Peterdi Pállal), és a Kicsuda-micsuda? című tréfás barkochba játék (Ősz Ferenccel). Életének utolsó éveiben országjáró humorista volt: szólószámaival lépett fel, sok helyre hívták, és többször is visszahívták.
A retro-kabarék mai is gyakran ismétlik az Alfonzó Világszínháza főcím alatt sugárzott stílusparódiáit, amelyeket  az előadóval csiszolt véglegesre. (Ványadt bácsi, Lélektra, Ajvégisztosz stb.)

## Életútja

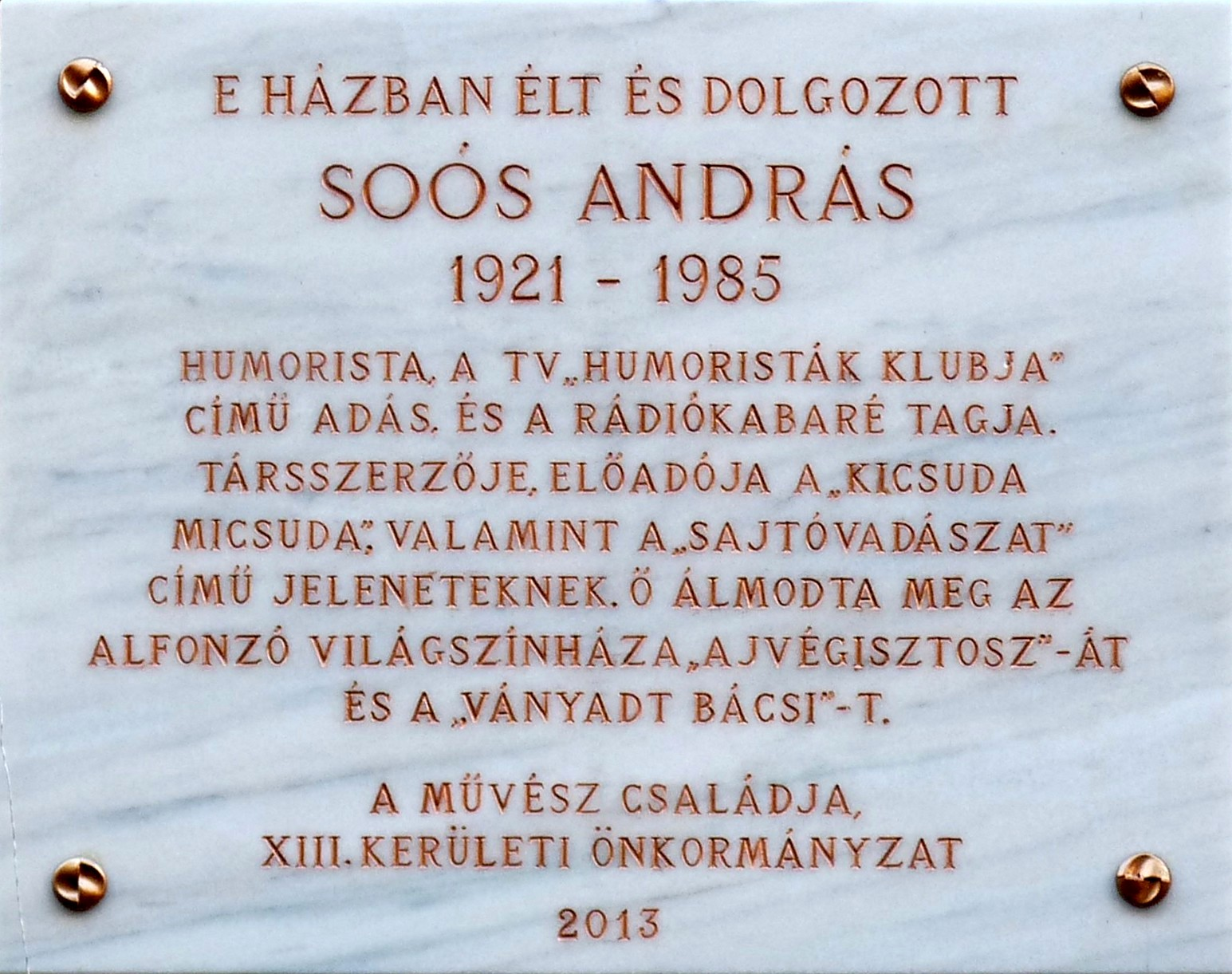
Emléktáblája egykori lakhelyén: Budapest XIII. ker. Gyöngyház u. 4.

A budapesti Árpád Gimnáziumban érettségizett.
1949-50-ben a Magyar Rádió dramaturgja, majd 1952-58 között a Népművelési Intézetben, az Országos Filharmóniánál és a Vidám Színpadon dolgozott. 1960-62-ig ismét a Magyar Rádió munkatársa, az Irodalmi Főosztály kabarérovatának belsős szerkesztője. 1962-től a Kamara Varieté dramaturgjaként dolgozott. 1973-ban szerepelt Szász Péter: Egy kis hely a nap alatt című filmjében. Az 1970-es évek végétől szabadúszó fellépő művészként járja az országot.

## Főbb művei
- Könyvei: Csak nem kell sokat beszélni. Kabarédarabok, jelenetek. (1959); Gombfutball (1964); Négy kicsi egér Viccek, anekdoták, humoreszkek (1988, posztumusz).
- Színházi munkái: Kamara Varietében (1960-77),  a Bartók teremben (1961), a Vidám Színpadon  (1974), és a Mikroszkóp Színpadon (1971-78) voltak láthatóak. 
- Tévés megjelenések: Közkívánatra. (1967); Humoristák Klubja  (sorozat, 1970-71). Alfonzo Világszínháza (1979)
- Rádiós munkái: az 1960-as évek közepétől haláláig szerzője állandó szerzője volt a Rádiókabarénak és a szilveszteri rádióműsoroknak. A reá emlékező műsor a Hazánkfia címet viselte. (1985).